# Peter Vischer starszy
Peter Vischer starszy (ur. ok. 1460, zm. 7 stycznia 1529) – jeden z najwybitniejszych giserów i mistrzów odlewnictwa swojej epoki, pochodzący z Norymbergi.

## Życiorys i dzieła
Peter Vischer starszy pochodził ze znanej norymberskiej rodziny Vischerów, był synem Hermanna Vischera starszego, zmarłego w 1487 r. Był autorem bardzo licznych prac, przede wszystkim płyt nagrobnych i nagrobków. Pracował wraz ze swoimi pięcioma synami, m.in. Hermannem młodszym, Peterem młodszym i Hansem, przede wszystkim na zlecenie przedstawicieli bogatego mieszczaństwa miast południowoniemieckich oraz wyższego duchowieństwa i władców (przez krótki czas, w połowie lat 90. XV w., był zatrudniony w Heidelbergu przez palatyna reńskiego Filipa Wittelsbacha). 
Przypisanie dzieł pochodzących z warsztatu Vischerów konkretnym przedstawicielom rodziny bywa niekiedy trudne w związku z częstym brakiem ich sygnowania lub podpisywaniem ich inicjałami (wskazówkę stanowią tu daty powstania dzieł, a także styl, w jakim je wykonano). Piotrowi starszemu można z dużym prawdopodobieństwem przypisywać dzieła o charakterze jeszcze gotyckim, ale trzeba pamiętać, że wiele prac wykonywał wspólnie z synami (którzy z kolei skłaniali się ku stylowi renesansowemu). Prawdopodobnie Piotr starszy jako giser w dużej mierze posługiwał się też wzorami dostarczanymi przez innych norymberskich artystów, m.in. Albrechta Dürera i Wita Stwosza, stąd też często pojawiają się wątpliwości co do zakresu jego własnego wkładu w dzieła.
Do najbardziej znanych prac przypisywanych Peterowi Vischerowi starszemu należą m.in. grób św. Sebalda w kościele św. Sebalda w Norymberdze (1507–1519, znajduje się tam m.in. autoportret Petera starszego), nagrobki arcybiskupa magdeburskiego Ernesta Wettina w katedrze w Magdeburgu (1495) oraz biskupa wrocławskiego Jana Rotha w katedrze wrocławskiej (1496), brązowe figury Teoderyka Wielkiego i króla Artura przy grobie cesarza Maksymiliana I Habsburga w kościele zamkowym w Innsbrucku (1512/1513), krata w kaplicy Fuggerów w kościele św. Anny w Augsburgu. Dzieła Piotra Vischera starszego można spotkać też w Krakowie: płyty nagrobne kardynała Fryderyka Jagiellończyka i Piotra Kmity w katedrze na Wawelu oraz epitafium Filipa Kallimacha w kościele dominikanów (postać zmarłego zaprojektował Wit Stwosz).

## Galeria

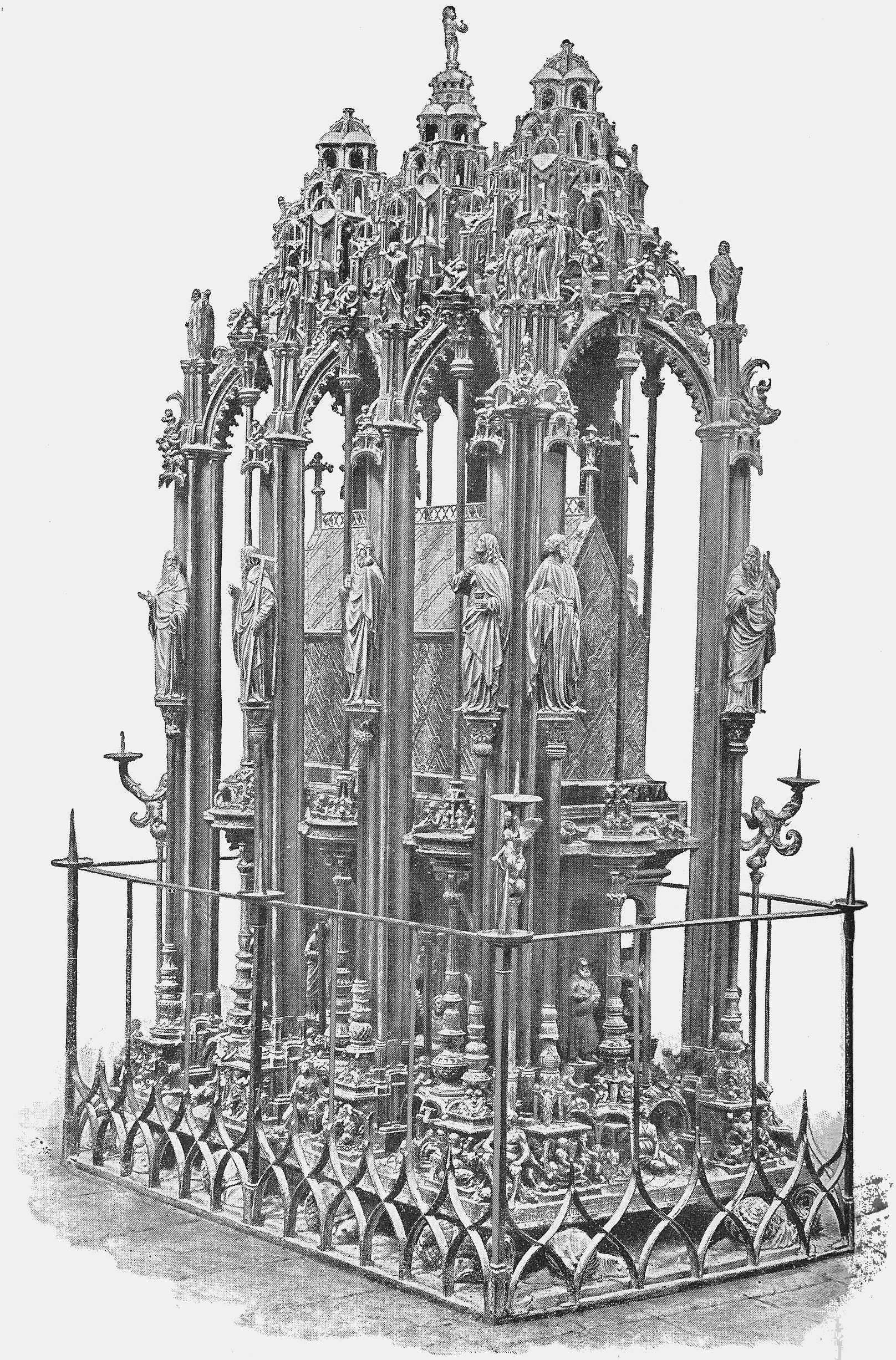
Konfesja św. Sebalda
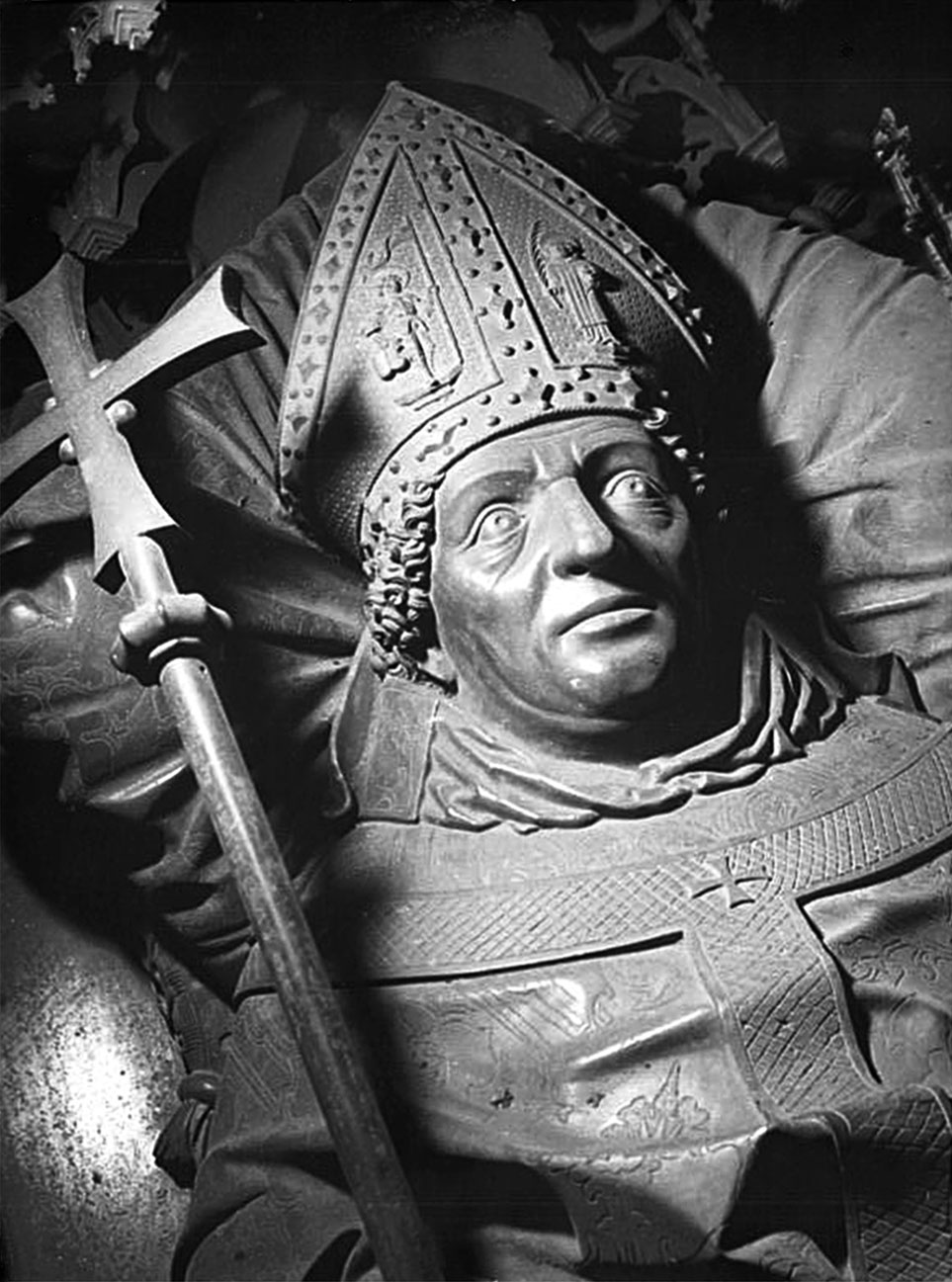
Nagrobek arcybiskupa Magdeburga Ernesta Wettina
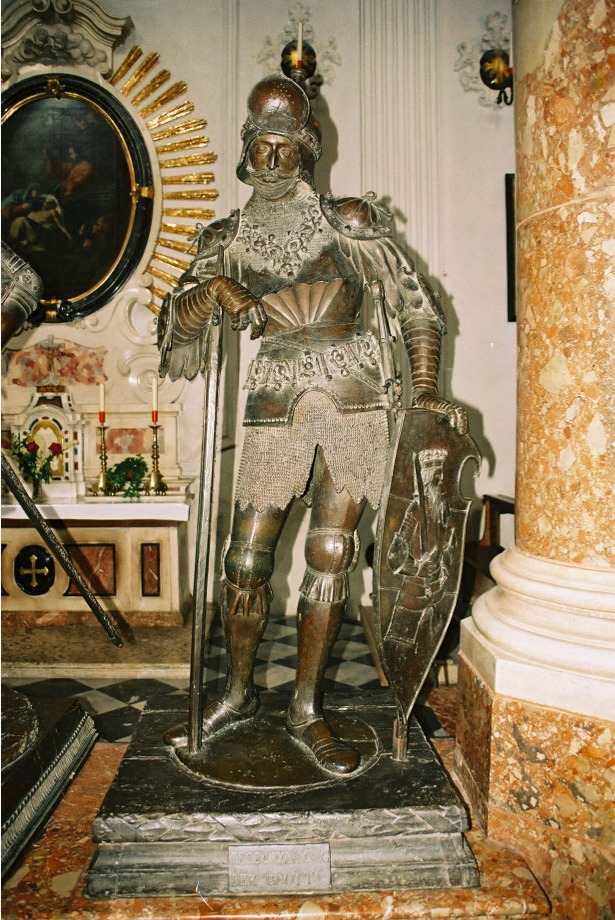
Posąg Teodoryka Wielkiego przy grobie cesarza Maksymiliana I Habsburga
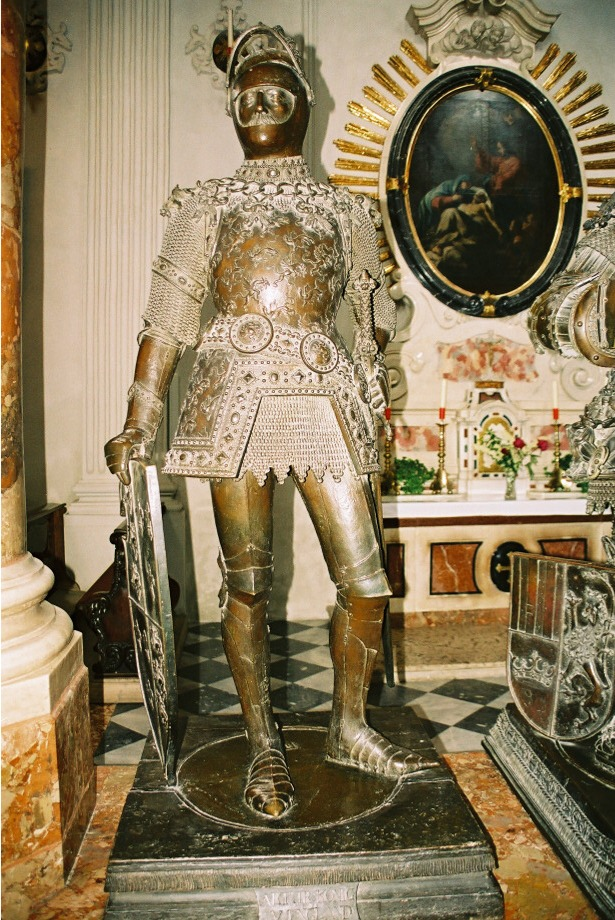
Posąg króla Artura przy grobie cesarza Maksymiliana I Habsburga
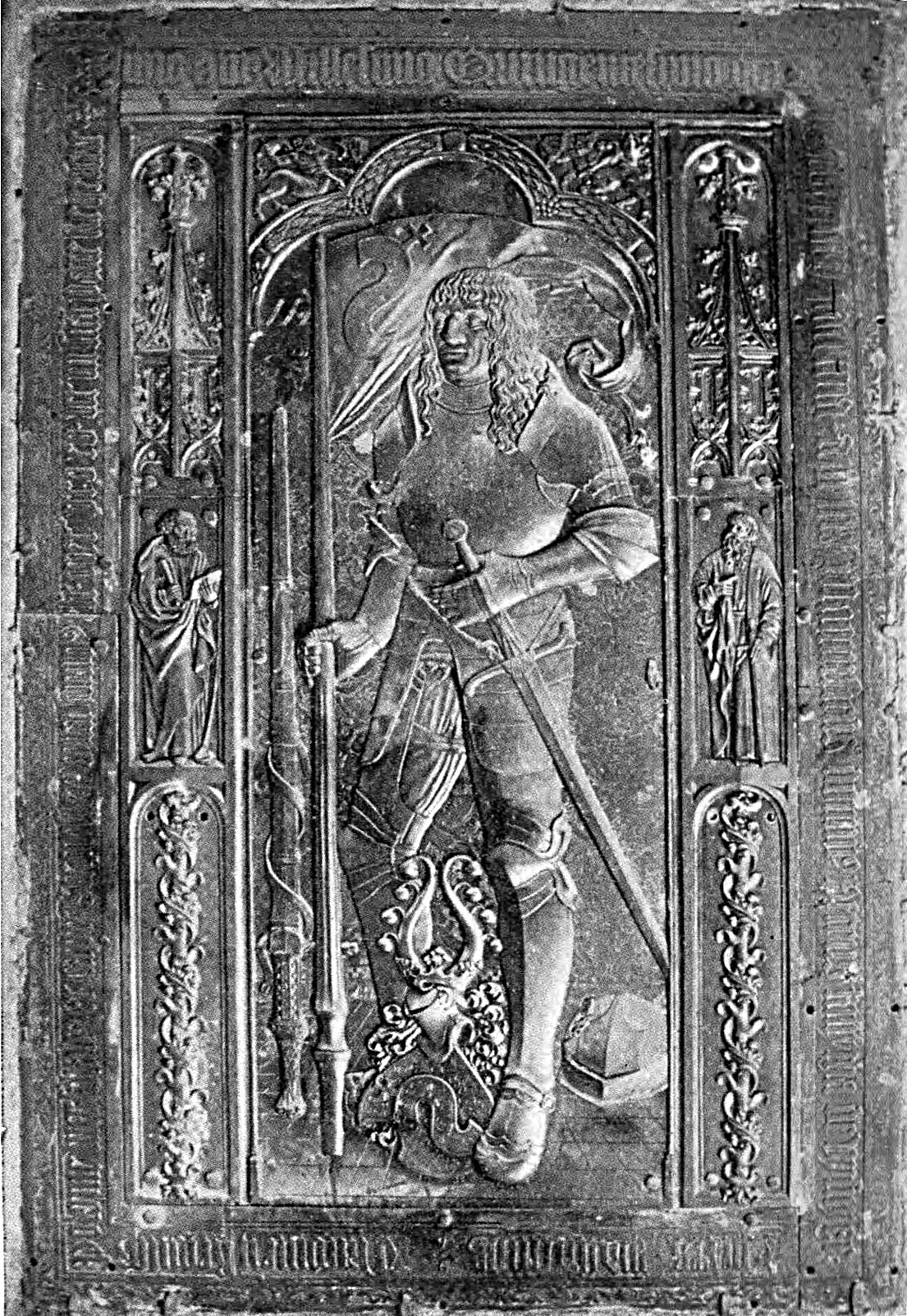
Płyta nagrobna Piotra Kmity
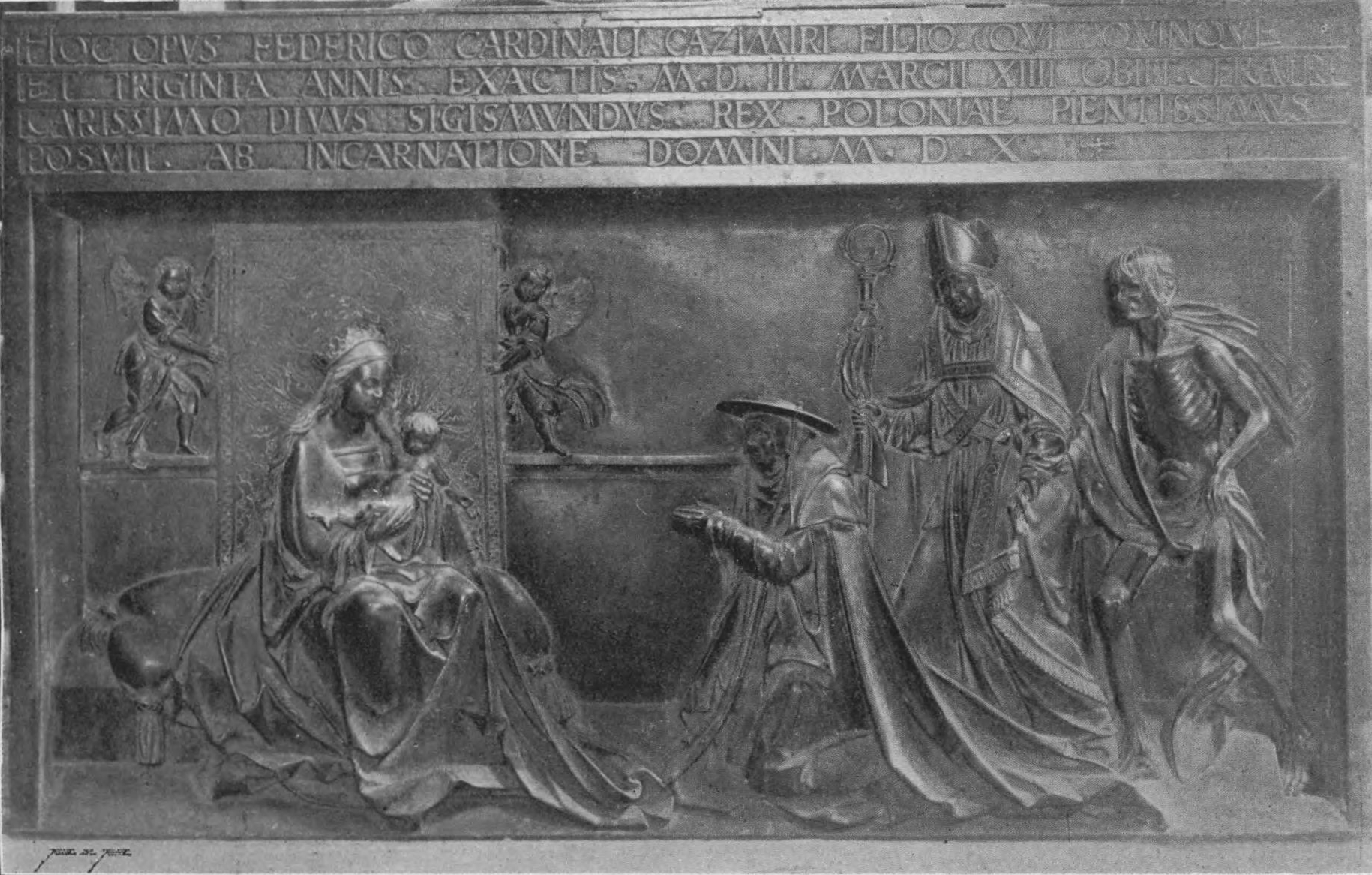
Płyta kardynała Fryderyka Jagiellończyka